# Крусман Володимир Едуардович
Професор Володимир Едуардович Крусман (нар. 16 січня 1879, Симбірськ, Російська імперія — пом. 25 серпня 1922, Москва, Російська РФСР) — історик європейської інтелігенції та культури.

## Життєпис
Володимир Едуардович Крусман народився у Симбірську 16 січня 1879 року у німецькій русифікованій родині: батько — статський радник, викладач математики в кадетському корпусі.
У 1897 закінчив Симбірську класичну гімназію й у цьому ж році поступив на історико-філологічний факультет Санкт-Петербурзького університету. Слухав лекції істориків свого часу, а саме — Михайла Ростовцева, Сергія Платонова, Сергія Лаппо-Данилевського тощо. У 1902 році одержав диплом 1-го ступеня та був залишений при університеті «для підготовки до професорського звання». Великий вплив на його формування як дослідника зробили Георг Форстер, його науковий керівник, та Іван Гревс — творці петербурзької школи істориків культури. Головним напрямком досліджень стала англійська історія XIV-XV століть, проблеми європейського Відродження й Гуманізму.
У 1903–1907 роках працював у середніх навчальних закладах Санкт-Петербургу, на Бестужівських жіночих курсах, Вищих комерційних курсах; брав участь в екскурсіях зі студентами в Італію. Після складання магістерських іспитів і читання пробних лекцій у Санкт-Петербурзькому університеті одержав звання приват-доцента й був запрошений в Імператорського Новоросійського університету. 23 жовтня 1908 року відбулася його вступна лекція по історії Англії. Крім Імператорського Новоросійського університету викладав на Одеські вищі жиночі курси (із грудня 1908 року) і в гімназіях.
З вересня 1916 призначений екстраординарним професором кафедри загальної історії Імператорського Новоросійського університету. Майже щорічно працював в архівах і бібліотеках Англії, Італії, Німеччини, Франції. Брав участь у роботі наукових товариств — Імператорського Одеського товариства історії і старожитностей, Одеського бібліографічного товариства, Історико-філологічного товариства. У період Першої світової війни читав публічні лекції, які організовувалися комітетами: «На користь жертв війни», «На користь допомоги борцям за Батьківщину», «На користь Червоного Хреста» тощо; 1913 року був нагороджений світло-бронзовою медаллю на згадку 300-ліття Дому Романових. Після лютого 1917 року разом з Євгеном Щепкіним та іншими професорами університету взяв участь у роботі Народного університету, що відкрився в Одесі; став співробітником газети «Влада народу» (видавець — Євген Щепкін) та одним із засновників «Общества 27 февраля 1917 года», створеного безпартійною одеською інтелігенцією. Незабаром Крусман розчарувався в методах «революційної боротьби», привселюдно розірвав відносини зі Щепкіним і вирішив залишити Одесу.
Наказом Тимчасового уряду з 1 липня 1917 року був затверджений ординарним професором кафедри загальної історії Пермського університету. У Пермі, разом з Борисом Грековим, Георгієм Вернадським, Миколою Оттокаром (колегами по Санкт-Петербурзькому університету) брав участь у роботі Пермської губернської архівної комісії. Написав книгу про Франческо Петрарку; курс лекцій з історії французького салону XVII — XVIII століть, заснований на матеріалах Воронцовського фонду бібліотеки НУ тощо. Під час переїзду до Пермі пропала його бібліотека, що нараховувала десятки тисяч томів. Численні поїздки в пошуках бібліотеки закінчилися трагічно. Помер 25 серпня 1922 року у Москві.

## Науковий доробок
В Імператорського Новоросійського університету та на Одеські вищі жиночі курси читав загальні курси з середньовічної та нової історії, численні спецкурси: «Політична історія Англії нового часу»; «Найголовніші напрямки історико-філософської думки нового часу», «Реформаційний рух XIII століття у романських країнах», «Виникнення й перший період діяльності єзуїтського ордена», «Загальна теорія історії (Курс методологічний)», «Вступ у вивчення нової історії», «Головні узагальнення нової історії», «Допоміжні науки історії», «Систематичне джерелознавство з нової історії», «Історіографія нового часу», «Методологія історії», «Англійська історія в епоху Тюдоров», «Історія англійського панування в Індії», «Епоха відродження в Англії», «Епоха відродження в Італії», «Епоха катастрофи середньовічних культурних і політичних ідеалів», «Історія реформації», «Історія європейських колоній», «Історія установлення Європейського панування в Індійському океані», «Історія Північно-Американських Штатів» тощо; на практичних заняттях вивчав зі студентами різні види історичних джерел: мемуарну літературу XVI — ХІХ століть, газетні видання Франції й Німеччини XVII–XVIII століття, історико-політичні трактати епохи Відродження та Просвітництва. У його групі працювали майбутні видатні історики нового покоління — К. Добролюбський, Ф. Петрунь, М. Рубінштейн, О. Вайнштейн та ін. У 1915 році в Одесі опублікував монографію «На заре английского гуманизма. Английские корреспонденты первых итальянских гуманистов в ближайшей своей обстановке»; захищена як магістерська дисертація в С.-Петербурзькому університеті на початку.
Залишив невелику за обсягом наукову спадщину — до двох десятків публікацій. Провідний напрямок його дослідницьких пошуків — історія європейської інтелігенції, як виразника «духу європеїзму»: він став новатором і за постановкою проблеми, і за концептуальними ідеями, і за методами — широкому компаративістському аналізу впливу Європи на світ. Його дослідження мають пряму проєкцію в наукові пошуки сучасної історіографії: історико-культурний аналіз суспільства «перехідного» періоду — від середньовіччя до нового часу; генезис інтелектуальних співтовариств у контексті вивчення «інтелектуальних мереж»; у сучасній історіографії прийнята також теза, висунута істориком, про зародження ранніх гуманістичних тенденцій в англійській культурі в другій половині XIV століття.

### Наукові публікації
- На заре английского гуманизма. Английские корреспонденты первых итальянских гуманистов в ближайшей своей обстановке. Исследование. — Одесса, 1915;
- Джозафат Барбаро и Помпоний Лэт и их путешествие по югу России. — Одесса, 1917;
- Грань между средневековой и новой историей // Пути науки. — Пермь, 1918;
- История и современность // Пути науки. — Пермь, 1918;
- Пределы новой истории // Пути науки. — Пермь, 1918.